# Sói đồng cỏ
Sói đồng cỏ hay sói đồng hoang hay chó sói đồng cỏ Bắc Mỹ (danh pháp hai phần: Canis latrans) là một loài chó có họ gần gũi với chó sói và chó nhà. Chúng chỉ phân bố ở vùng Bắc Mỹ. Đây là loài vật săn mồi sống theo bầy đàn số lượng ít, chúng có ngoại hình mảnh mai, nhỏ con hơn sói xám nhưng lanh lợi và tháo vát trong việc săn mồi, là động vật săn mồi lành nghề và đáng nể trên thảo nguyên Bắc Mỹ.

## Đặc điểm sinh học

### Kích thước, hình dáng
Về kích thước, sói đồng cỏ có kích thước nhỏ bé, nó chỉ nhỏ bằng loài chó nhà nhỏ ở vùng Đông Nam Á, với kích thước cơ thể từ 9 – 22 kg, trung bình 14 kg. Nhìn bề ngoài, chúng có dáng mảnh mai và rất nhanh nhẹn, có mõm hẹp, tai nhọn.

### Tập tính sống
Phần lớn thời gian chó sói đồng cỏ sống theo nhóm và chiếm giữ một khu vực nhất định, chó sói đồng cỏ sống rất nhiều trên những cánh đồng của Bắc Mỹ và ở vùng Alaska. Trong hàng ngàn năm qua, cứ vào đầu mùa đông, sói đồng cỏ thường di chuyển và bám theo những bầy hươu đói xơ xác từ các vùng cao bị tuyết phủ dày đặc xuống tìm kiếm đồng cỏ rộng lớn khác để chờ cơ hội ăn xác thối. Một số con sói già yếu, bị bệnh còn thâm nhập và tấn công vào đàn gia súc của con người.
Sói đồng cỏ Bắc Mỹ là loài thú ăn thịt tháo vát, lắm mưu mô và là kẻ đi săn gan dạ, sói đồng cỏ Bắc Mỹ còn nổi tiếng là loài vật rất thông minh và có khả năng thích ứng rất tốt do đó dù cuộc sống ở các vùng hoang dã của Bắc Mỹ có nhiều khắc nghiệt nhưng sói đồng cỏ vẫn tiếp tục phát triển mạnh mẽ cho đến ngày nay ở những nơi chúng hiện diện.

### Khẩu phần

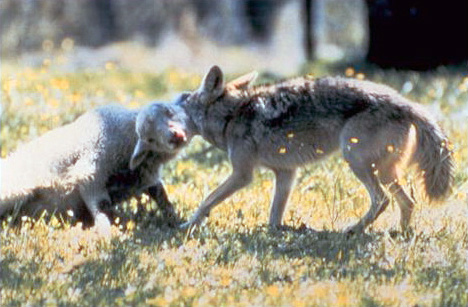
Một con sói đồng cỏ đang tấn công con cừu

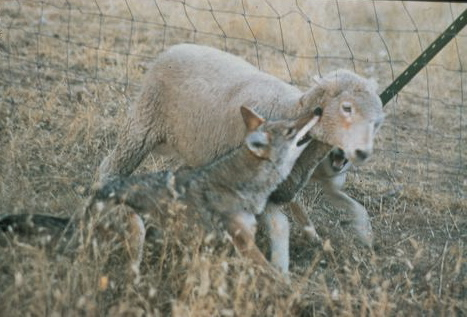
Sói đồng cỏ tấn công cừu

Chó sói đồng cỏ là loài ăn tạp, thông thường chúng ăn thịt song đôi khi chúng cũng bổ sung khẩu phần của mình bằng những loại thực vật khác nhau. Con mồi thường xuyên của chó sói đồng cỏ là các loài gặm nhấm như thỏ, chuột đồng, sóc và các loài như gà gô, đôi khi cả hoẵng và cáo, mặc dù vậy, thức ăn ưa thích của chúng là cừu hoặc thỏ. Ngoài ra thì chúng còn là động vật ăn xác thối khi di chuyển theo những đàn hươu đói để chờ những cá thể chết dọc đường để ăn xác thối. Một số con sói già yếu, bệnh tật còn tấn công vào những đàn gia súc của con người.
Ở Mỹ, những con chó sói đồng cỏ góp phần làm kiềm chế sự phát triển của loài ngỗng trời tại Canada bằng cách chúng ăn các quả trứng ngỗng, đồng thời sói đồng cỏ còn có tác dụng tiêu diệt một phần các loài gặm nhấm. Ngoài ra thì chó sói đồng cỏ còn giành thức ăn với các loài vật khác trong khu vực dân cư. Chó sói đồng cỏ Bắc Mỹ là loài thú ăn thịt và kẻ dọn xác chết hàng đầu trên các đồng bằng của Mỹ.

### Tiếng hú
Sói đồng cỏ còn được biết đến là một trong những loài có vú (hữu nhũ) có tiếng hú ấn tượng nhất của lục địa Bắc Mỹ, loài này cất tiếng tru ăng ẳng và âm thanh của chúng vang đi rất xa, sói đồng cỏ không sủa như loài chó nhà mà chỉ cất tiếng tru nghe ghê tai mang tính huyền hoặc ghê sợ. Tiếng tru này có tác dụng thu hút bạn tình và làm khiếp sợ đối thủ và các tác dụng khác.
Khi có một bầy chó sói sống trong cùng một cánh đồng cỏ thì chỉ tiếng tru của một con sẽ là màn mở đầu cho một hồi dài những con chó cùng nhau tru lên đồng loạt làm chấn động cả một cánh đồng vắng. Khi cả đàn chó cùng nhau cất tiếng, con nào cũng muốn âm thanh mà mình phát ra sẽ vang xa và xa nhất trên cánh đồng của Bắc Mỹ điều này khiến bản hòa âm của loài chó sói rất khó nghe. Khi nghe âm thanh của chó sói, các loài vật khác sống lân cận cũng phát ra âm thanh cảnh báo nhau về mối nguy hiểm. Đặc biệt là sóc, khi phát hiện cho sói đồng cỏ, sóc sẽ thông báo cho nhau và chạy trốn an toàn trong các hang động.

## Quan hệ với con người

### Chung sống
Chó sói đồng cỏ được con người biết đến như một huyền thoại. Nó xuất hiện trong rất nhiều câu chuyện dân gian và cả trong những nền văn hóa cổ, đặc biệt là truyền thuyết về Quỷ hút máu dê, thực chất là những con chó sói đồng cỏ già yếu, bị mắc bệnh ghẻ dẫn đến trụi lông và tấn công hàng loạt vào đàn gia súc như cừu và dê khiến chúng bị mất tai hàng loạt. Chó sói đồng cỏ là biểu tượng cho một đội bóng chày nổi tiếng ở Mỹ ở vùng Chicago. Một người Hàn Quốc tên là Hwang Woo-Suk nhân bản thành công sáu con chó sói đồng cỏ Bắc Mỹ theo yêu cầu của chính quyền một tỉnh tại Hàn Quốc.

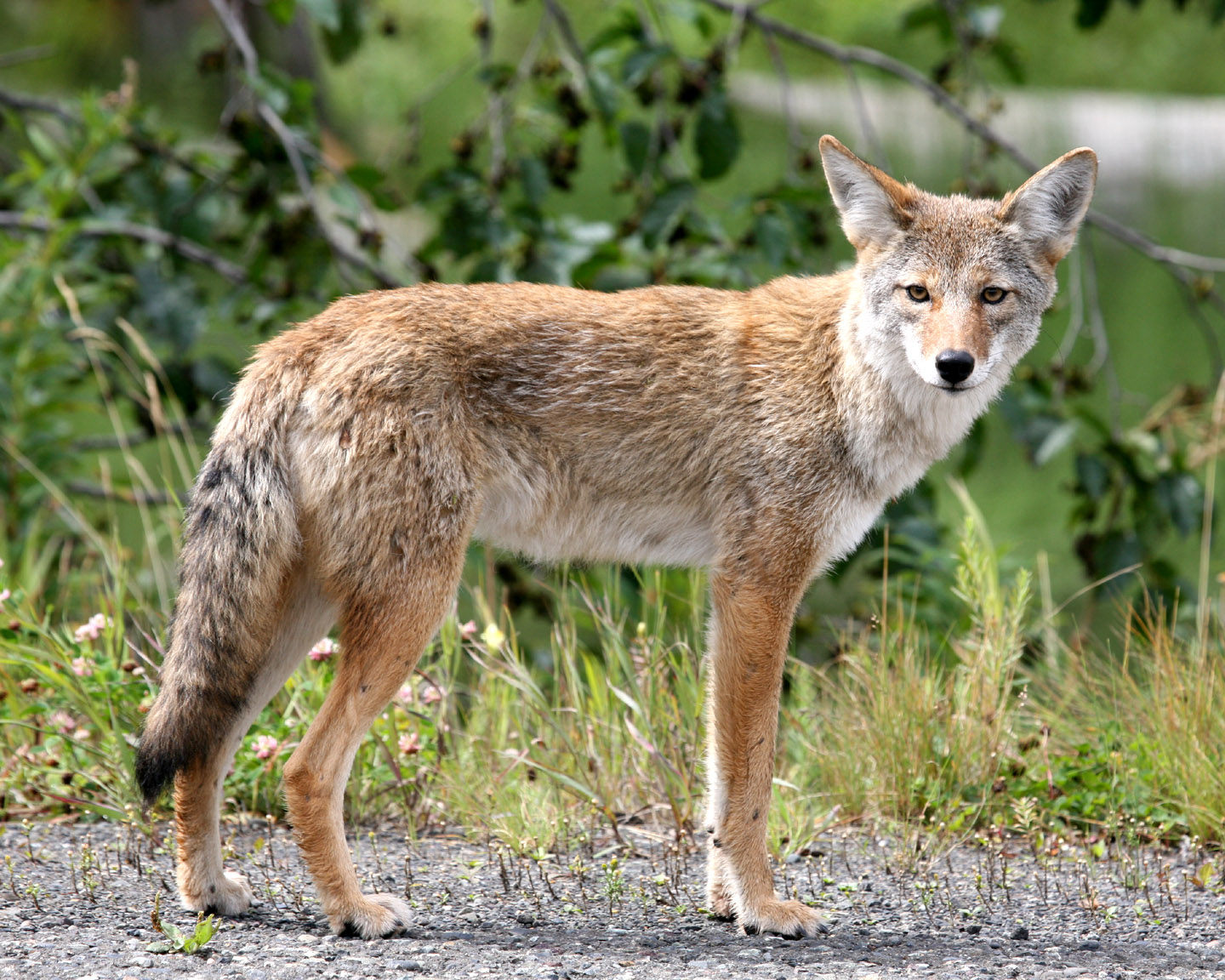
Một con sói đồng cỏ

Tại vùng Chicago, chó sói đồng cỏ của Chicago là những con vật ăn thịt và chúng thích nghi với cuộc sống thành thị tại các khu công nghiệp lớn, có tới hàng trăm, thậm chí hơn một nghìn con chó sói sống tại các vùng thành thị của Chicago. Các con chó sói có mặt ở khắp mọi nơi, kể cả sống trong các công viên hoặc nhiều con khác sống trong các khu công nghiệp hoặc xen kẽ giữa các vùng dân cư hoặc các khu thương mại. Những con chó sói sống ở thành thị có thể sống tốt hơn những con sói đồng quê, chúng có 60% cơ hội sống nhiều hơn 1 năm so với 30% cơ hội khi sống tại nông thôn

### Tấn công con người

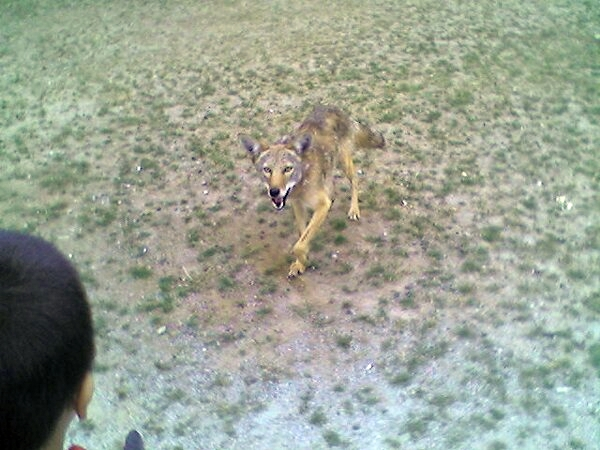
Một con sói đồng cỏ đang gầm gè dọa một trẻ em

Thông thường, sói đồng cỏ Bắc Mỹ rất sợ người hiếm khi chúng xuất hiện và tấn công con người, sói đồng cỏ cũng gây rất ít phiền toái đối với con người, trừ khi chúng ăn vụng thức ăn của các loài vật khác trong các nhà máy dẫn đến xung đột. Một số con sói già, yếu bệnh hoạn còn thâm nhập vào các trang trại và tấn công vào các con gia súc như cừu, dê và gây nên hoảng loạn cho con người về truyền thuyết quái vật quỷ hút máu dê.
Tuy vậy loài vật này được ghi nhận là đã gây ra một số vụ tấn công nhằm vào con người, đặc biệt là ở nước Mỹ. Tuy nhiên một sự kiện đau thương được ghi nhận là Tài năng âm nhạc người Canada là Taylor Mitchell vào năm 19 tuổi đã bất ngờ bị hai con sói đồng cỏ tấn công trong lúc đi dạo và đã qua đời do vết thương quá nặng, một trong hai con chó sói đã bị nhân viên bảo vệ bắn hạ, con kia chạy thoát. Tại vùng Chicago, trong vòng những năm 1990, liên tục xảy ra tình trạng những người hoặc những con vật khác bị làm phiền bởi loài sói này, nguyên nhân là do một số con chó sói bị lạc đường nên gây rối với con người.

### Bị tiêu diệt
Bắt đầu từ năm 1914, trong cố gắng nhằm bảo vệ quần thể nai sừng tấm ở Vườn quốc gia Yellowstone, Quốc hội Hoa Kỳ đã cho lập quỹ để sử dụng vào mục đích "tiêu diệt chó sói, chó đồng cỏ và các động vật khác gây tổn hại cho nông nghiệp và gia súc" trên các vùng đất công Sau khi chó sói bị tiêu diệt khỏi Yellowstone thì chó sói đồng cỏ nhanh chóng trở thành động vật ăn thịt hàng đầu. Tuy nhiên, do nó không thể hạ được những con thú lớn nên quần thú lớn trở nên què quặt và bệnh hoạn. Mất sự kiểm soát của chó sói, loài chó sói đồng cỏ (cũng trở nên táo bạo và ngày càng đông đảo, đây chính là việc một loài động vật ăn thịt nhỏ hơn được phép tiếp quản hệ sinh thái khi một loài động vật ăn thịt lớn nhất biến mất. Khi đó, những động vật có vú nhỏ đã trở thành đối tượng bị loài chó sói đồng cỏ đe dọa. Sau đó khi chó sói được phát triển trở lại thì sói đồng cỏ phát triển chừng mực hơn.